# Cantón de Callas
El cantón de Callas era una división administrativa francesa, que estaba situada en el departamento de Var y la región de Provenza-Alpes-Costa Azul.

## Composición
El cantón estaba formado por seis comunas:
- Bargemon
- Callas
- Châteaudouble
- Claviers
- Figanières
- Montferrat

## Supresión del cantón de Callas
En aplicación del Decreto nº 2014-270 de 27 de febrero de 2014, el cantón de Callas fue suprimido el 22 de marzo de 2015 y sus 6 comunas pasaron a formar parte del nuevo cantón de Flayosc.